# 中国共产党第二次全国代表大会
中国共产党第二次全国代表大会于1922年7月16日至23日在上海召开。会址在当时的上海公共租界西区南成都路辅德里625号（现上海成都北路7弄30号）李达的寓所。大会代表12人，代表全国195名党员。

## 代表名单
会议代表名单在当时并无相关文件留存。1928年6月至7月间，中共六大在苏联莫斯科召开。中共六大时形成的文件《中共历次大会代表和党员数量增加及其成分比例表》列出的中共二大代表名单是：“陈独秀、张国焘、李达、杨明斋、罗章龙、王尽美、许白昊、毛泽东、蔡和森、谭平山、李震瀛、施存统，共12人。”当代学者认为这一名单是当时六大代表对前五次代表大会名单的追溯，名单中的毛泽东确定没有参加中共二大。即美国记者埃德加·斯诺在《西行漫记》中写到，毛泽东回忆：“第二次党代表大会在上海召开，我本想参加；可是忘记了开会的地方，又找不到任何同志，结果没能出席。”与毛泽东情况类似的还有羅君強，他以湖南湘区和安源代表身份赴上海，但未找到开会地址，未参加会议返回湖南。
中共中央党史研究室编著的《中国共产党历史》时，将《中共历次大会代表和党员数量增加及其成分比例表》中的大会代表名单误作出席大会代表名单，而毛泽东未参加中共二大又尽人皆知，但《中共历次大会代表和党员数量增加及其成分比例表》中中共二大代表12名的定论在没有更权威一手资料的情况下，又不好轻易否认。故列出了除毛泽东之外的11名代表，并声称“尚有一人姓名不详”。

## 决议
大会通过了《中国共产党第二次全国代表大会宣言》、《中国共产党章程》以及《关于“世界大势与中国共产党”的议决案》、《关于“国际帝国主义与中国和中国共产党”的决议案》、《关于“民主的联合战线”的议决案》、《中国共产党加入第三国际决议案》、《关于议会行动议决案》、《关于“工会运动与共产党”的议决案》、《关于少年运动问题的决议案》、《关于妇女运动的决议案》、《关于共产党的组织章程决议案》等9个决议案。
《中国共产党第二次全国代表大会宣言》宣布：“中国共产党是共产国际的一个支部”。大会还专门通过了《中国共产党加入第三国际决议案》。在中共一大的纲领中，仅规定“联合第三国际”。中共二大作出的这一组织关系变化决定，对中国共产党未来的发展产生重大影响。
中共二大制定了中国共产党历史上第一个党章。《关于共产党的组织章程决议案》称，“中国共产党是中国无产阶级的先锋队组织，是中国无产阶级的忠实代表。”中共二大全面接受了列宁的建党思想。
《中国共产党第二次全国代表大会宣言》明确提出了中国共产党的最高纲领和最低纲领。党的最高纲领，即最终目标为：“中国共产党是中国无产阶级政党。他的目的是要组织无产阶级用阶级斗争的手段，建立劳农专政的政治，铲除私有财产制度，渐次达到一个共产主义社会。”党的最低纲领，即在民主革命阶段的奋斗目标和革命的基本任务是：“消除内乱、打倒军阀，建设国内和平”，“推翻国际帝国主义的压迫，达到中华民族完全独立”，“统一中国为真正民主共和国”。
《中国共产党加入第三国际决议案》宣布中国共产党接受加入共产国际的二十一条，成为国际共产党的中国支部。
二大宣言提出“民族自决”，“蒙古、西藏、回疆三部实行自治，成为民主自治邦”，“用自由联邦制，统一中国本部、蒙古、西藏、回疆，建立中华联邦共和国”。

## 选举
大会选举陈独秀、张国焘、蔡和森、邓中夏、高君宇组成中央执行委员会，另选出三名候补执行委员（李大钊、李汉俊、向警予）。陈独秀担任委员长，蔡和森、张国焘分别负责党的宣传和组织工作。大会决定出版党中央机关刊物《向導》，并由蔡和森任主编。

## 外部連結
- 中国共产党第二次全国代表大会宣言 （页面存档备份，存于）

| 前任： 中国共产党第一次全国代表大会 | 中国共产党全国代表大会 第二次: 1922年7月16日—23日 任期: 1922年7月—1923年6月 | 繼任： 中国共产党第三次全国代表大会 |